# Шевченко, Кирилл Сергеевич
Кирилл Сергеевич Шевченко (укр. Кирило Сергійович Шевченко; род. 22 сентября 2002, Киев) — румынский, (ранее — украинский) шахматист, гроссмейстер (2017). Чемпион Украины по решению шахматных композиций в личном и командном зачёте (2018). Участник пяти личных чемпионатов Европы по шахматам (2017—2019, 2022, 2023), серебряный призёр этого турнира в 2023 году.
Воспитанник шахматной школы имени Александра Момота (Краматорск), играет в шахматы с трёх лет. Кандидат в мастера ФИДЕ (2010), мастер ФИДЕ (2015), международный мастер (2016).
В октябре 2024 года во время командного чемпионата Испании Шевченко был заподозрен в использования мобильного телефона во время туалетных перерывов. По итогам расследования судьи исключили его из турнира за жульничество и аннулировали результаты двух сыгранных им партий. 15 ноября Шевченко признал вину, тем самым он станет самым рейтинговым шахматистом, наказанным за жульничество вживую. 26 марта 2025 года дисквалифицировали за жульничество на 3 года.

## Спортивные результаты
| Год  | Город                      | Турнир                                        | + | − | = | Результат | Место  |
| ---- | -------------------------- | --------------------------------------------- | - | - | - | --------- | ------ |
| 2015 | Пардубице                  | «CZECH OPEN 2015 — A — GM open»               | 3 | 1 | 5 | 5 из 9    | [ 10 ] |
| 2016 | Москва                     | «Moscow-Open 2016 A»                          | 5 | 1 | 3 | 6½ из 9   | [ 11 ] |
| 2016 | Воронеж                    | Master Open — Мемориал Алехина 2016           | 5 | 2 | 2 | 6 из 9    | [ 12 ] |
| 2017 | Нойштадт-ан-дер-Вайнштрасе | «8. Pfalz Open A»                             | 6 | 0 | 3 | 7½ из 9   | [ 13 ] |
| 2017 | Минск                      | Чемпионат Европы                              | 5 | 2 | 4 | 7 из 11   | 51     |
| 2017 | Бенаске                    | «XXXVII Open Internacional Villa De Benasque» | 6 | 0 | 4 | 8 из 10   | [ 16 ] |
| 2017 | Житомир                    | 86-й чемпионат Украины                        | 1 | 2 | 8 | 5 из 11   | 8      |
| 2018 | Батуми                     | Чемпионат Европы                              | 6 | 2 | 3 | 7½ из 11  | 32     |
| 2019 | Скопье                     | Чемпионат Европы                              | 4 | 2 | 5 | 6½ из 11  | 91     |